# Ortica (Milano)

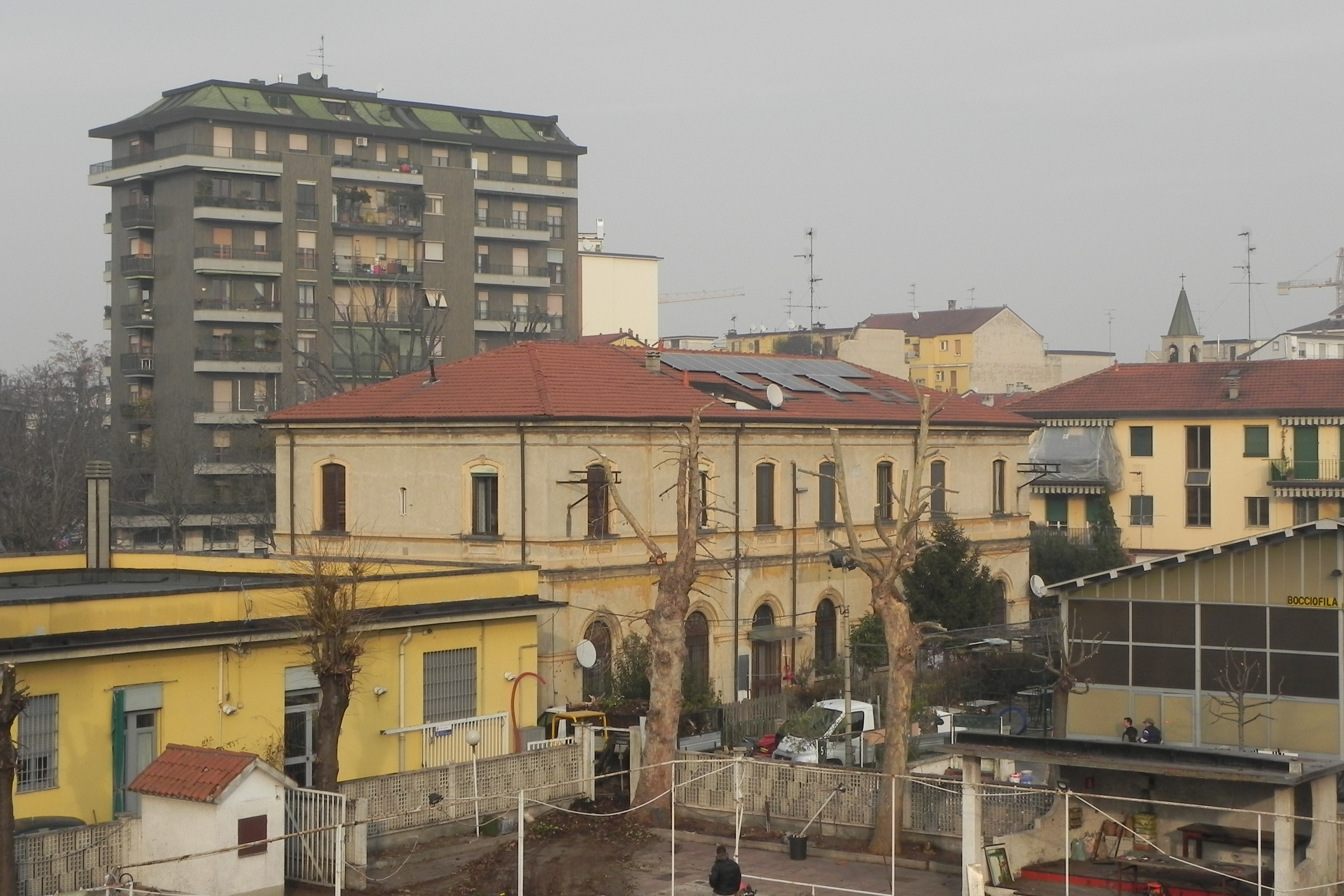
La vecchia stazione di Milano Lambrate e il retrostante quartiere dell'Ortica

L'Ortica (Urtiga in dialetto milanese, AFI: [yrˈtiːɡa]) è un quartiere   di Milano, appartenente al Municipio 3 e al NIL 23 "Lambrate - Ortica". 

## Storia
Ortica era una frazione del comune di Lambrate (annesso a Milano nel 1923). Il nome deriva dal fatto che originariamente sui suoi campi era molto diffusa l'ortica. La località è stata resa celebre in una canzone di Enzo Jannacci, dedicata a una locale banda criminale.
Nonostante la presenza di testimonianze risalenti ai secoli VI e VII secolo d.C, la prima attestazione del nome Ortica risale soltanto al 1696, in un documento conservato all'Archivio di Stato. Decisamente più antica è invece l'attestazione della vicina località Cavriano, appena a sud dell'Ortica, storicamente appartenuta al monastero cittadino di Santa Maria Valle: essa risulta infatti già attestata in un documento del 1014 ed è anche riportata in una carta secentesca del Claricio, oltre che rilevata nel Catasto Teresiano del (1760), occupando una vasta zona tra Lambrate e Monluè, all'interno della quale si trovava anche l'Ortica.
Il toponimo Ortica infatti - e la stessa località - cominciarono ad affermarsi soltanto nei decenni successivi alla costruzione della strada ferrata per Treviglio, che avrebbe costituito un elemento di cesura netto tra la zona a nord, che avrebbe vissuto un rapido sviluppo industriale, e quella a sud, che sarebbe rimasta agricola. Dal 1896 al 1931 fu attiva nel quartiere la Stazione di Lambrate; il fabbricato viaggiatori è ancor oggi esistente, adibito ad altri usi. Il progressivo sviluppo ferroviario della città pose l'Ortica in un punto di snodo tra le diverse linee. A est del quartiere sorse inoltre il deposito delle locomotive.
Il centro storico e civile dell'Ortica è rappresentato dall'antica chiesetta dedicata ai santi Faustino e Giovita, martiri della prima età cristiana divenuti patroni di Brescia, che sorge sull'antica strada consolare romana che raggiungeva Aquileia, passando naturalmente per Brescia.  

La deindustrializzazione iniziata negli Anni Novanta del Novecento ha profondamente trasformato il quartiere operaio, che tuttavia è riuscito a conservare vitalità alla propria identità popolare. Questa resilienza si è manifestata, ad esempio, nella trasformazione del dismesso stabilimento Ginori di via Tucidide in un megacondominio di circa 500 loft ad uso residenziale, di studi di artisti, musicisti, o anche di cucina e gastronomia. 
Un altro grande progetto è quello iniziato nel 2015 che si concreta nella realizzazione dei 20 grandi murales del progetto Or.Me. realizzati sui muri del quartiere a raccontarne la memoria e la storia. Progetto che continua, si va ampliando e richiama anche l'autonoma attività di altri artisti di strada. Uno degli ultimi murales realizzati, nel 2023, è stato il "murales dei diritti", in via San Faustino, omaggio a 200 persone straordinarie, visionarie che hanno avuto il coraggio di sfidare le convenzioni sociali e che, con passione, impegno e determinazione, hanno fatto la storia dei diritti umani e civili.